# Avicii Arena
El Avicii Arena (llamado originalmente Stockholm Globe Arena y anteriormente conocido como Ericsson Globe o Globen Arena) es un estadio cubierto multifuncional que se encuentra en la ciudad de Estocolmo, Suecia. Al momento de su apertura era el edificio esférico más grande del mundo, hasta que fue superado por la MSG Sphere en julio de 2023.
En él se han celebrado competiciones de hockey sobre hielo, de hecho fue construido para la celebración del campeonato mundial masculino de este deporte de 1989 y repitió como sede del mundial en 1995, 2012 y 2013. También se jugaron algunos partidos del Campeonato Europeo de Balonmano Masculino de 2002 y del Campeonato Europeo de Baloncesto Masculino de 2003. En 2015 fue sede del Campeonato Europeo de Patinaje Artístico sobre Hielo de 2015.
También ha sido sede de numerosos conciertos y por él han pasado artistas como Mariah Carey, Justin Bieber, Lady Gaga, Oasis, Avicii, Alesso, Britney Spears, Kylie Minogue, Shakira, Jennifer Lopez, Bob Dylan, Bruce Springsteen, Luciano Pavarotti, Black Sabbath, Guns N' Roses, Pink, Rammstein, Linkin Park, Green Day, U2, Christina Aguilera, Westlife, Metallica, Nicki Minaj , Rihanna, Beyoncé, Carlos Santana, Ariana Grande, entre otros.
Además, en 1989 y desde 2002 hasta 2012 fue la sede de la final del Melodifestivalen. También fue sede de los MTV Europe Music Awards 2000 y del Festival de Eurovisión 2000 y 2016.
El 19 de mayo de 2021, la Fundación Tim Bergling anunció que el Ericsson Globe cambia su nombre a Avicii Arena, en homenaje al DJ y compositor sueco Avicii, fallecido en 2018 a los 28 años. También anunció que todos los proyectos y actividades llevadas a cabo en el estadio serán destinadas a promover la salud mental y a la prevención del suicidio.
El edificio es el centro del sistema solar sueco, un modelo a escala 1:20 millones del sistema solar y en que el Globo es el Sol.

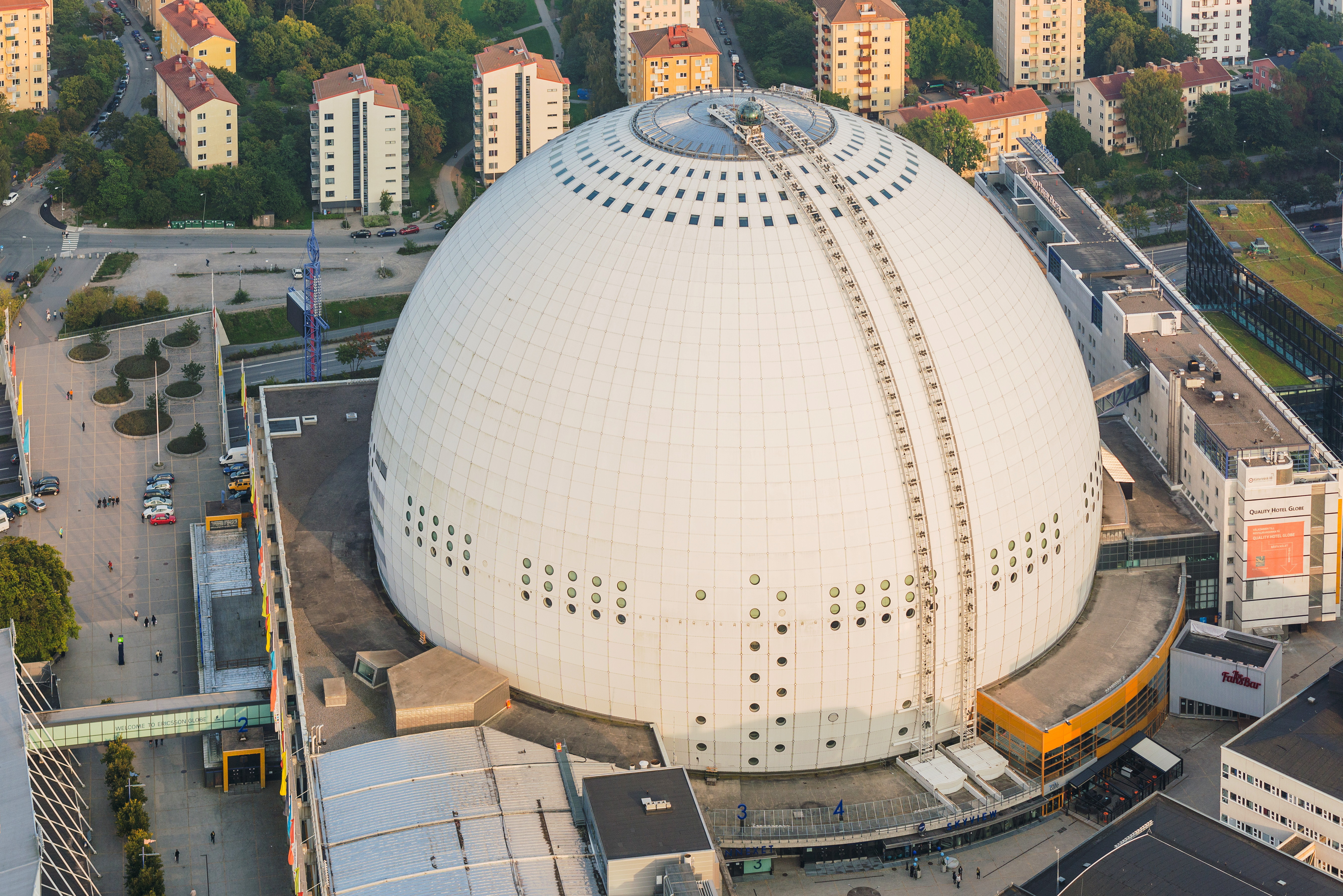
Imagen aérea
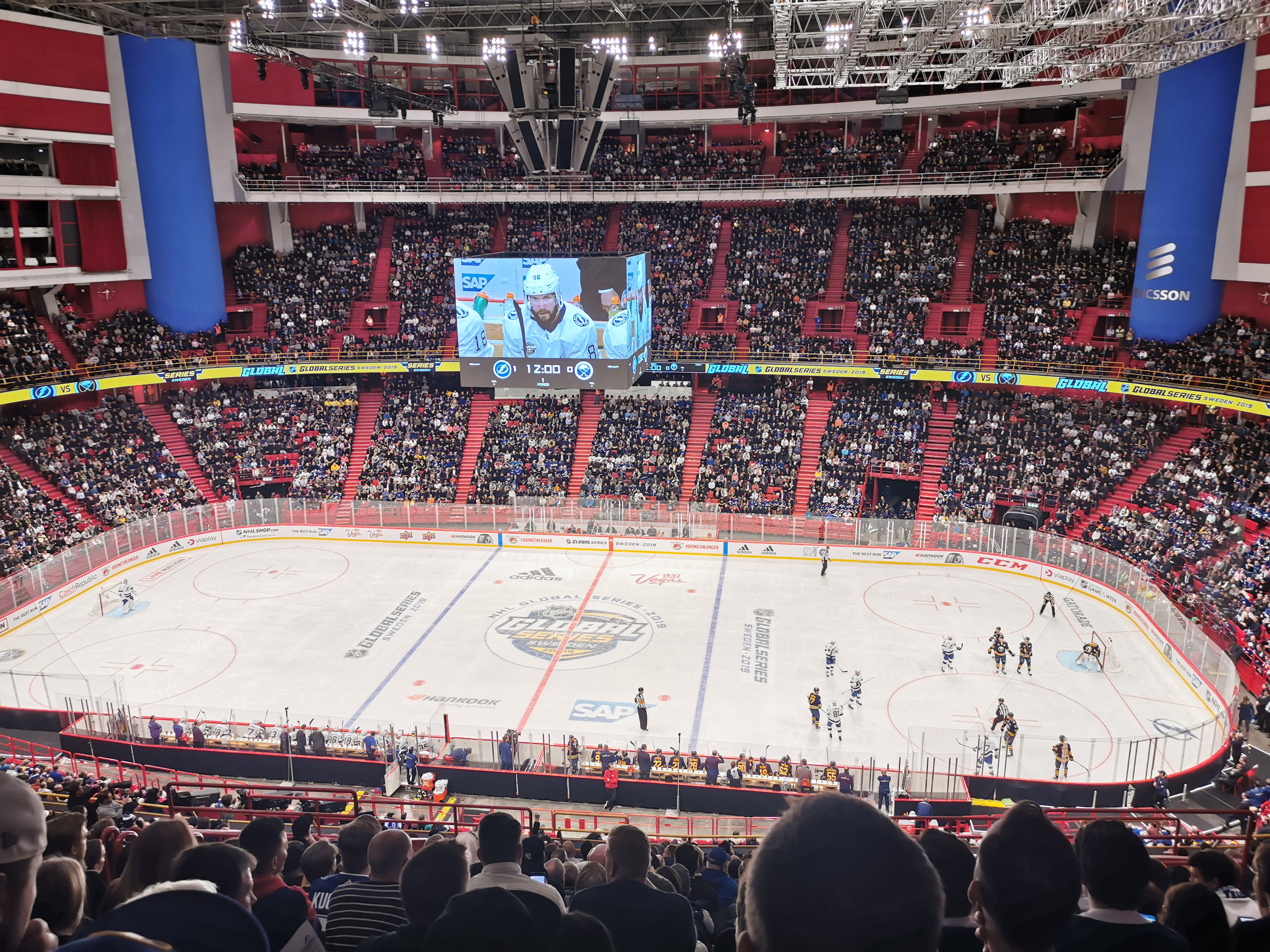
adaptado como cancha de hockey sobre hielo